# Lipski-Kapelle
Die Lipski-Kapelle (auch Skarszewski-Kapelle) ist eine der 19 Kapellen, die die Krakauer Kathedrale umgeben. Sie steht unter dem Patrozinium des Heiligen Matthäus sowie des Heiligen Matthias und befindet sich im nördlichen Chorumgang.

## Geschichte
Die gotische Kapelle wurde in der ersten Hälfte des 14. Jahrhunderts errichtet. Im Jahr 1620 wählte sie Bischof Marcin Szyszkowski als seine Grabkapelle aus. Sie wurde jedoch schließlich zur Grabkapelle für Bischof Andrzej Lipski bis 1633 im frühbarocken Stil ausgebaut. Einen Ausbau im Stil des Spätbarock führte Francesco Placidi für Kardinal Jan Aleksander Lipski in den Jahren von 1743 bis 1746 durch. Das neue Altarbild schuf Szymon Czechowicz.

## Krypta
In der Kapelle wurde bestattet:
- Bischof Andrzej Lipski
- Kardinal Jan Aleksander Lipski

## Quelle
- Michał Rożek: Krakowska katedra na Wawelu. Wydawnictwo św. Stanisława BM Archidiecezji Krakowskiej, Kraków 1989